# Pige træd varsomt
"Pige træd varsomt" er en dansk vise fra Co-optimistrevyen i 1926. Sangen har tekst af Ludvig Brandstrup og Mogens Dam og musik af Kai Normann Andersen og blev i revyen fremført af Karina Bell. Visen blev genbrugt i revyen Slabang i 1958, hvor Lulu Ziegler sang den.

## Sangteksten
Sangen består af tre vers på hver tolv linjer, hvor de første otte er relativt kort (skiftende mellem 6 og 5 stavelser), mens de sidste fire er længere (10 stavelser pr. linje). Det er i den første af de fire sidste linjer, man i hvert af de tre vers finder den eneste gentagede tekst: "Pige træd varsomt, thi scenen er skrå". Indholdet at teksten er en generel advarsel til håbefulde unge om ikke at lade sig forblænde at teaterets magi, for den findes kun, mens projektørlysene er tændt.
Den centrale linje er efterfølgende blevet til et fast udtryk, der kan bruges i andre sammenhænge, hvor personer (ofte unge kvinder) er eller bør være lidt forsigtige. Der findes også bøger, der genbruger udtrykket, fx Pige træd varsomt og andre fortællinger fra Vesterbro af Arne Lybech og Pige træd varsomt af Liz Fielding.

## Melodi
Kai Normann Andersens melodi er holdt ganske simpel i 4/4-takt. A-stykket i form af de otte første linjer bruger samme melodiføring to gange, idet den dog i anden omgang bygger op til B-stykket (omkvædet), hvorpå linjen med titelteksten kommer til at hvile, inden der i tredje af de fire linjer bygges lidt dramatisk op for at afslutte roligt til grundtonen.
Melodien til "Pige træd varsomt" er en af de 12 Andersen-sange, der kom med i kulturkanonen.

## Andre versioner
"Pige træd varsomt" er indspillet i flere andre udgaver. Anne Linnet udgav sangen på albummet af samme navn (1995) og Sidse Babett Knudsen sang den i 2007 på albummet Flere Filmhits. Desuden er det en vise, der ofte fremføres af amatørkor osv., ligesom den var fast på den mangeårige bakkesangerinde Käthe Vogelius' repertoire.